# Барон Гейнфорд

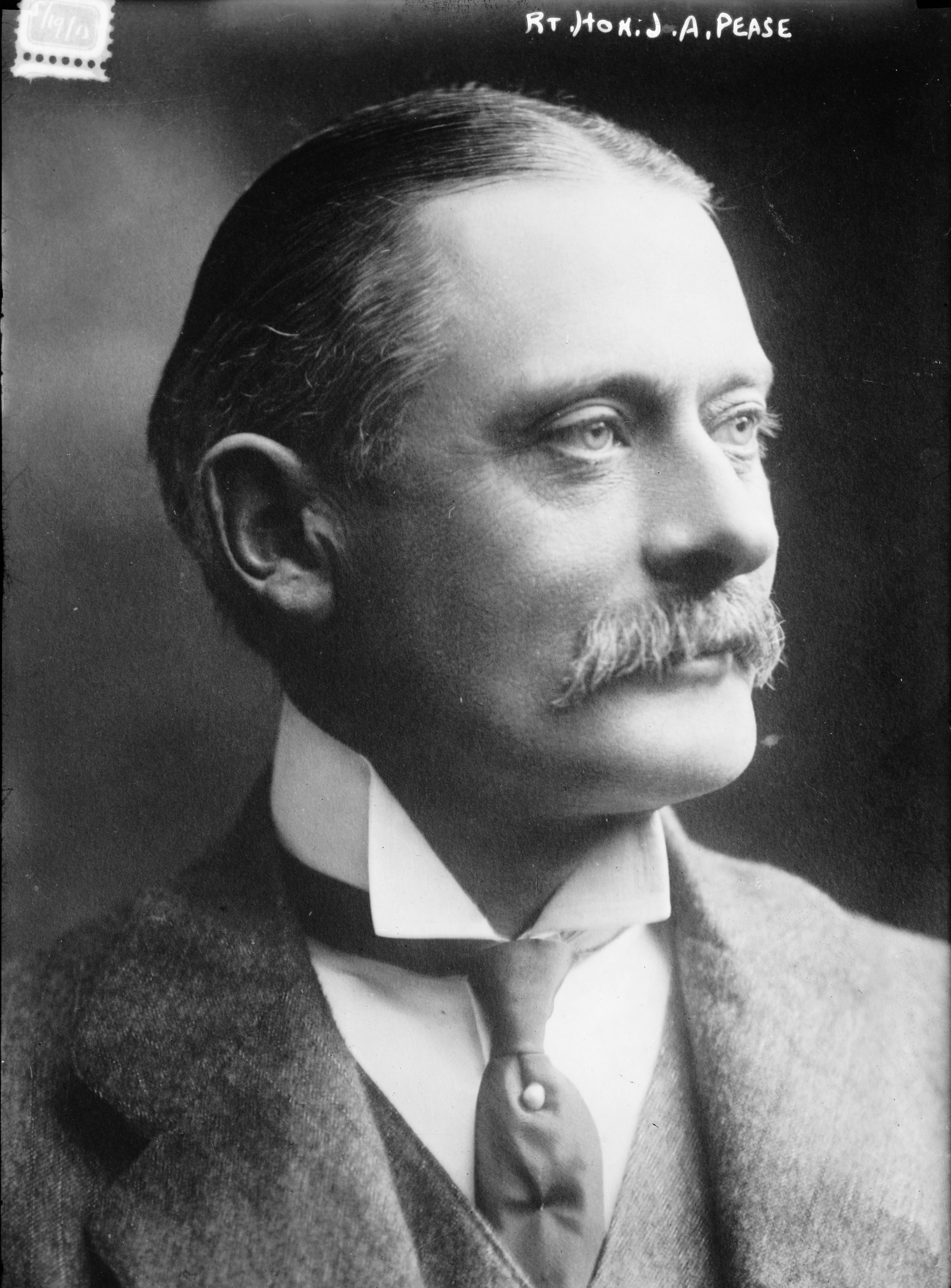
Джозеф Альберт «Джек» Пиз, 1-й барон Гейнсфорд (1860—1943)

Барон Гейнфорд из Хедлема в графстве Дарем — наследственный титул в системе Пэрства Соединённого королевства. Он был создан 3 января 1917 года для либерального политика Джека Пиза (1860—1943). Он заседал в Палате общин Великобритании от Тайнсайда (1892—1900), Сафрон-Уолдена (1901—1910) и Ротерема (1910—1917), а также занимал должности лорда казначейства (1905—1908), парламентского секретаря казначейства (1908—1910), канцлера герцогства Ланкастерского (1910—1911), председателя Совета по вопросам образования (1911—1915) и генерального почтмейстера (1915). Джек Пиз был вторым сыном сэра Джозефа Пиза, 1-го баронета (1828—1903), и внуком Джозефа Пиза (1799—1872). Родственниками Джека Пиза были Артур Пиз (1837—1898), сэр Артур Пиз, 1-й баронет (1866—1927), Джон Уильям Бомонт Пиз, 1-й барон Уордингтон (1869—1950), и Герберт Пайк Пиз, 1-й барон Дарингтон (1867—1949).
Джозеф Эдвард Пиз, 3-й барон Гейнфорд (1921—2013), был членом Совета Лондонского графства и Совета Большого Лондона. По состоянию на 2024 год носителем титула являлся его племянник Эдриан Кристофер, 5-й барон Гейнфорд (род. 1960), сын младшего брата 3-го барона, Джорджа Пиза, 4-го барона Гейнфорда (1926—2022), архитектора и градостроителя. Покойный 4-й лорд Гейнфорд — сотрудник по планированию округа Росс и Кромарти в 1967—1975 годах и шотландского бюро по репортерскому расследованию в 1978—1993 годах.

## Бароны Гейнфорд (1917)
- 1917—1943: Джозеф Альберт «Джек» Пиз, 1-й барон Гейнфорд (17 января 1860 — 15 февраля 1943), второй сын сэра Джозефа Пиза, 1-го баронета[англ.] (1828—1903)[1];
- 1943—1971: Джозеф Пиз, 2-й барон Гейнфорд[англ.] (8 марта 1889 — 23 сентября 1971), единственный сын предыдущего[2];
- 1971—2013: Джозеф Эдвард Пиз, 3-й барон Гейнфорд[англ.] (25 декабря 1921 — 4 апреля 2013), старший сын предыдущего[3];;
- 2013—2022: Джордж Пиз, 4-й барон Гейнфорд (20 апреля 1926 — 12 марта 2022), младший сын предыдущего[4]
- 2022 — настоящее время: Эдриан Кристофер, 5-й барон Гейнфорд (род. 1 февраля 1960), старший сын предыдущего[5];
- Наследник титула: достопочтенный Мэтью Эдвард Пиз (род. 19 ноября 1962), младший брат предыдущего[6];
  - Наследника наследника: Феликс Джордж Пиз (род. 2 декабря 1992), старший сын предыдущего[7].